# Китайський університет закордонних справ
Китайський університет закордонних справ (англ. China Foreign Affairs University, CFAU, спрощ.: 外交学院; літ.: 'Diplomacy College') — державний університет з підготовки дипломатів, розташований в Пекіні.
З моменту заснування з випускників університету понад 300 стали послами та тисячі — високопоставленими дипломатами та радниками, що принесло університету репутацію «колиски китайських дипломатів». В даний час університет має два кампуси — перший почав роботу в 1956, а новий введений в експлуатацію в 2012.

## Історія
Китайський університет закордонних справ був заснований у 1955 році за порадою тодішнього прем'єр-міністра Чжоу Еньлая та є підрозділом Міністерства закордонних справ. Попередником університету був факультет дипломатії Китайського університету Женьмінь. Віце-прем'єр і міністр закордонних справ Китаю Чень Ї був президентом університету з 1961 по 1969 рік. Університет був змушений закритися в роки Культурної революції. Він був знову відкритий у 1980 році під егідою Ден Сяопіна. Більшість колишніх президентів університету закордонних справ є послами. На сьогодні університет очолює Ван Фан (王帆), фахівець з міжнародних відносин.